# Mike Nelson
 (janvier 2014).
Si vous disposez d'ouvrages ou d'articles de référence ou si vous connaissez des sites web de qualité traitant du thème abordé ici, merci de compléter l'article en donnant les références utiles à sa vérifiabilité et en les liant à la section « Notes et références ».
Pour les articles homonymes, voir Nelson.
Michael « Mike » Nelson, né le 20 août 1967, est un artiste contemporain britannique qui fait des installations. Il a représenté l'Angleterre à la Biennale de Venise en 2011. Nelson a été finaliste à deux reprises pour le prix Turner, en 2001 et 2007.

## Installations
Ses installations, la plupart du temps ayant un grand format, jusqu'à 15 pièces, sont remplies de références à la littérature et à la politique.
L'installation qui l'a fait connaître, Coral Reef, a été exposée à la Tate Britain.

### Galeries
- Malmö Konsthall: Mike Nelson, 2012
- 303 Gallery: Mike Nelson
- Matt's Gallery: Mike Nelson
- Galleria Franco Noero: Mike Nelson
- Creative Time: Mike Nelson, 2007
- Frieze Art Fair: Mike Nelson commission, 2006

### Entretiens et critiques
- Mike Nelson's A Psychic Vacuum in New York City, September 2007
- Kristin M. Jones, Review of A Psychic Vacuum, Frieze, November-December 2011
- Michele Robecchi, Interview with Mike Nelson, Flash Art, October 2008
- Sean O'Hagan, Interview with Mike Nelson, Guardian 23 September 2007
- Dan Fox, Review of Modern Art Oxford show, Frieze, September 2004
- Adrian Searle, Review of Modern Art Oxford show, Guardian, 11 May 2004